# Safnahúsið
64°8′50.41″N 21°55′55.78″V / 64.1473361°N 21.9321611°V
Safnahúsið (Museumshuset), tidligere Þjóðmenningarhúsið (Kulturhuset), er en udstillingsbygning på Hverfisgata 15 i Islands hovedstad Reykjavík. Huset er bygget 1906−08 og indviedes 28. marts 1909. Det var oprindelig nationalbibliotek, og er tegnet af den danske arkitekt Johannes Magdahl Nielsen.
I bygningen findes bland andet en håndskriftsudstilling, tillrettelagt af Árni Magnússon-instituttet.